# Winfried Engler
Winfried Franz Engler (* 17. Dezember 1935 in Saulgau, Oberschwaben; † 22. März 2018 in Berlin) war ein deutscher Romanist.

## Leben
Winfried Engler studierte von 1955 bis 1960 an den Universitäten von Tübingen, München und Paris die Fächer Romanistik, Geschichte und Philosophie. 1960 wurde er mit der Arbeit über Henri Michaux: Das Michauxbild 1922–59 an der Eberhard Karls Universität Tübingen zum Dr. phil. promoviert. Er war Wissenschaftlicher Assistent und später Akademischer Rat am Auslands- und Dolmetscherinstitut der Johannes Gutenberg-Universität Mainz in Germersheim.
1968 erhielt Engler einen Ruf als Extraordinarius an die Pädagogische Hochschule Berlin. 1971 erfolgte die Ernennung zum ordentlichen Professor für Französische Sprache und Literatur. 1980 wechselte er als Lehrstuhlinhaber und späterer Direktor an das Institut für Romanische Philologie der Freien Universität Berlin. Er war Prodekan und Dekan der Fakultät. 2004 wurde er emeritiert.
Engler war von 1955 bis 2010 Mitglied der katholischen Studentenverbindung AV Cheruskia Tübingen im CV.

## Wirken
Die Hauptforschungsschwerpunkte von Engler sind die Literaturgeschichte als Gattungsgeschichte, Probleme der Intertextualität des historischen Romans seit Beginn der Rezeption von Walter Scott, Erzählbarkeit von Geschichte generell sowie Lexikographie.
Engler engagierte sich seit 1989 insbesondere als Beauftragter des Regierenden Bürgermeisters von Berlin für die Städtepartnerschaft mit der französischen Hauptstadt Paris. Er war langjähriger Präsident der Deutsch-Französischen Gesellschaft Berlin und engagierte sich in der Union Interalliée und des Cercle Franco-Allemand. 1995 wurde er Vertreter der ARD im Programmbeirat bei ARTE.
Er erhielt zahlreiche Auszeichnungen und Ehrungen und war Vizepräsident der deutschen Gesellschaft der Mitglieder der französischen Ehrenlegion und des französischen nationalen Verdienstordens.

## Ehrungen und Auszeichnungen
- Ritter des Ordre national du Mérite
- 1997: Verdienstorden des Landes Berlin
- 1998: Ritter der Légion d'Honneur
- 1998: Offizier des Ordre des Palmes Académiques
- 2003: Bundesverdienstkreuz Erster Klasse des Verdienstordens der Bundesrepublik Deutschland für sein Engagement für die Deutsch-Französischen Beziehungen[2]

## Schriften
- Henri Michaux. Das Michauxbild 1922–1959. [Präzis], Tübingen 1964, OCLC 35153359, DNB 481007105 (Dissertation Universität Tübingen, Philosophische Fakultät, 5. August 1960, 312 Seiten [VI, 276, XXXVIII gez. Bl.]).
- Der französische Roman von 1800 bis zur Gegenwart (= Sammlung Dalp, Band 97), Francke, Bern/München 1965, OCLC 607312, DNB 451117069.
- Geschichte des französischen Romans. Von den Anfängen bis Marcel Proust (= Kröners Taschenausgabe. Band 346). Kröner, Stuttgart 1982, ISBN 3-520-34601-X.
- Lexikon der französischen Literatur (= Kröners Taschenausgabe. Band 388). 3., verbesserte und erweiterte Auflage. Kröner, Stuttgart 1994, ISBN 3-520-38803-0.
- mit Rita Schober: 100 Jahre Rougon-Macquart im Wandel der Rezeptionsgeschichte. Narr Francke Attempto, Tübingen 1995, ISBN 3-8233-4145-6.
- Geschichte der französischen Literatur im Überblick. Reclam, Ditzingen 2000, ISBN 3-15-018032-5.
- Die französische Romantik. Narr, Tübingen 2003, ISBN 3-8233-6042-6.
- mit Thomas Gil, Alexander Nebrig, Iwan D’Aprile, Thomas Becker: Aufklärung zwischen Nationalkultur und Universalismus. Wehrhahn Verlag, Laatzen 2007, ISBN 3-86525-210-9.
- Hispanidad 1898 oder die Erfindung des neuen Spanien. Edition Tranvia. Verlag Frey, Berlin 2012, ISBN 978-3-938944-58-5.
- ... allons voir si ... In: Klaus-Dieter Ertler (Hrsg.): Romanistik als Passion, Band III, Lit, Wien 2014, ISBN 978-3-643-50622-1, S. 109–123.